# Ламберт (дворянский род)
Ламберт (фр. Lambert) — русский графский род, происходящий из Франции. Его предки были рыцарями уже в последней четверти XIII века. Иоанн де Ламберт возведен королевой Анной в 1644 г. в маркизское и графское достоинство.
- Маркиз Генрих-Иосиф Ламберт (1738—1808) во время революции поступил в русскую службу.
  - граф Карл Осипович (1773—1843), участвовал в войнах России против Наполеона, был генералом от инфантерии (пехоты) и сенатором, сын предыдущего.
    - Александра Карловна (1808—1960)
    - граф Иосиф (Осип) Карлович Ламберт (1809—1879) — генерал от кавалерии Русской императорской армии, управляющий делами Императорской Главной квартиры и Собственного Е. И. В. конвоя. Брат Карла Ламберта.
    - граф Пётр Карлович Ламберт (1814—1883) — генерал от кавалерии, дети Жак (1846—1919) и Жанна (1848—1887).
    - граф Карл Карлович Ламберт (1815—1865) — генерал-адъютант, генерал от кавалерии.
    - Мария Карловна (1815—1855) Формулярный список за 1824 год. (Книга формулярный, списков № 6655.)
    - Елизавета Карловна (1817—1838)
    - Екатерина Карловна (1820—1838)

## Галерея
- Карл Осипович Ламберт, портрет работы неизвестного художника, 1807 г.
- Осип Карлович Ламберт, портрет работы А. Клюндера, 1839 г.
- Карл Карлович Ламберт, портрет работы неизвестного художника, 1840-е гг.